# Axel Krauße
Axel Krauße (* 1971 in Langenhagen) ist ein deutscher Theaterregisseur und Intendant des Theaters Ansbach, das er ab der Spielzeit 2020/21 leitet. Bis 2018 war er Intendant des Zimmertheaters Tübingen.

## Leben und Werk
Krauße studierte Geschichts-, Politik- und Literaturwissenschaft. Zur Spielzeit 2007/08 wurde er zusammen mit Christian Schäfer auf die Intendanz des Zimmertheaters Tübingen berufen. Beachtung fand die frühe Richtungsentscheidung des Duos, am Zimmertheater wieder ein festes Ensemble aufzubauen und das Programm stärker auf Uraufführungen als auf Klassikerinszenierungen zu fokussieren. Nachdem Schäfer 2013 Direktor des Theaters Gütersloh wurde, führte Krauße das Haus – als Intendant und als Geschäftsführer – allein.
In seiner Zeit am Zimmertheater inszenierte Krauße zahlreiche Stücke, darunter auch eigene Bearbeitungen. In Der tödliche Schlag (2009) brachte er seine Bearbeitung eines weithin vergessenen Fernsehspiels von Walter Jens aus dem Jahr 1974 auf die Bühne. 2010 führte er bei Bernd Kohlhepps Mundartadaption von Die Räuber (in Schillers schwäbischer „Muttersprache“) Regie. Seine Inszenierung von Eugène Ionesco Einakter Die Unterrichtsstunde (2010), in dem ein Professor seine Schülerin ermordet, verlegte Krauße in einen Hörsaal der Alten Anatomie. Mehrfach arbeitete er mit dem Historiker Peter Sindlinger zusammen. In Morgen spricht von mir die ganze Welt (2013) verarbeiteten die beiden den Amoklauf von Mühlhausen, der sich 2013 zum hundertsten Mal jährte. Kraußes Inszenierung des von ihm und Sindlinger geschriebenen Dokumentarstücks Nicky und Willy oder Wie Rainer Maria an die Front kam, das, aus dokumentarischen Texten zusammengesetzt, die kriegseuphorische Stimmung im Sommer 1914 beleuchtet, wurde 2015 für den Monika-Bleibtreu-Preis der Privattheatertage nominiert.
2016 kündigte Krauße an, seine Intendanz Mitte 2018 zu beenden. Anlässlich seines Abschieds wurde ihm vom Tübinger Oberbürgermeister Boris Palmer die Uhland-Plakette der Stadt verliehen.
Wie Anfang 2019 bekanntgegeben, übernahm Krauße zur Spielzeit 2020/21 die Intendanz des Theaters Ansbach.

## Inszenierungen (Auswahl)
- 2002: In der Stunde des Luchses von Per Olov Enquist, Schlosstheater Celle[13]
- 2007: Die sieben Tage des Simon Labrosse von Carole Fréchette, Zimmertheater Tübingen; Fräulein Julie von August Strindberg, Zimmertheater Tübingen
- 2008: Die Humanisten von Ernst Jandl, Zimmertheater Tübingen
- 2009: Der tödliche Schlag nach einem Fernsehspiel von Walter Jens, Zimmertheater Tübingen (Uraufführung); Blanche und Marie nach dem gleichnamigen Roman von Per Olov Enquist, Zimmertheater Tübingen (deutschsprachige Erstaufführung)
- 2010: Meine Preise von Thomas Bernhard, Zimmertheater Tübingen (szenische Lesung); Kohlhepp spielt Schiller – Die Räuber oder so … von Bernd Kohlhepp nach Die Räuber von Friedrich Schiller, Zimmertheater Tübingen (Uraufführung); Die Unterrichtsstunde von Eugène Ionesco, Zimmertheater Tübingen; Endspiel von Simon Beckett, Zimmertheater Tübingen; Macht hoch die Tür von Bernd Kohlhepp und Axel Krauße, Zimmertheater Tübingen (Uraufführung)
- 2011: Das Interview nach dem gleichnamigen Film von Theo van Gogh, Zimmertheater Tübingen; Die Glasmenagerie von Tennessee Williams, Zimmertheater Tübingen
- 2012: Eine Sommernacht von David Greig und Gordon McIntyre, Zimmertheater Tübingen; Gespenster von Henrik Ibsen, Zimmertheater Tübingen
- 2013: Morgen spricht von mir die ganze Welt von Axel Krauße und Peter Sindlinger, Zimmertheater Tübingen
- 2014: Das Haus von Arzé Khodr, Zimmertheater Tübingen (Uraufführung); Irdische Liebe nach Friedrich Karl Waechter, Zimmertheater Tübingen; Nicky und Willy oder Wie Rainer Maria an die Front kam von Axel Krauße und Peter Sindlinger, Zimmertheater Tübingen
- 2015: Stellplatz 51 von Axel Krauße, Susanne Hinkelbein und Bernd Kohlhepp, Zimmertheater Tübingen (im Rahmen des Tübinger Sommertheater); Heute Abend: Lola Abend von Georg Kreisler, Zimmertheater Tübingen
- 2016: Biel am See von Joachim Zelter, Zimmertheater Tübingen (Uraufführung); Mit dem Faust aufs Auge von Bernd Kohlhepp, Theater Ravensburg (Uraufführung); Die Wand nach einem Roman von Marlen Haushofer, Zimmertheater Tübingen; Party mit totem Neger von Kai Hensel, Zimmertheater Tübingen
- 2017: Beim Barte des Propheten von Axel Krauße und Peter Sindlinger, Zimmertheater Tübingen; Letzte Menschen von Oliver Bukowski, Zimmertheater Tübingen/Ruhrfestspiele Recklinghausen (Uraufführung); Event von John Clancy, Zimmertheater Tübingen
- 2018: Die Fledermaus nach der Operette von Johann Strauss (Libretto: Karl Haffner und Richard Genée), Zimmertheater Tübingen (im Rahmen des Tübinger Sommertheater)